# Dieter Wendel

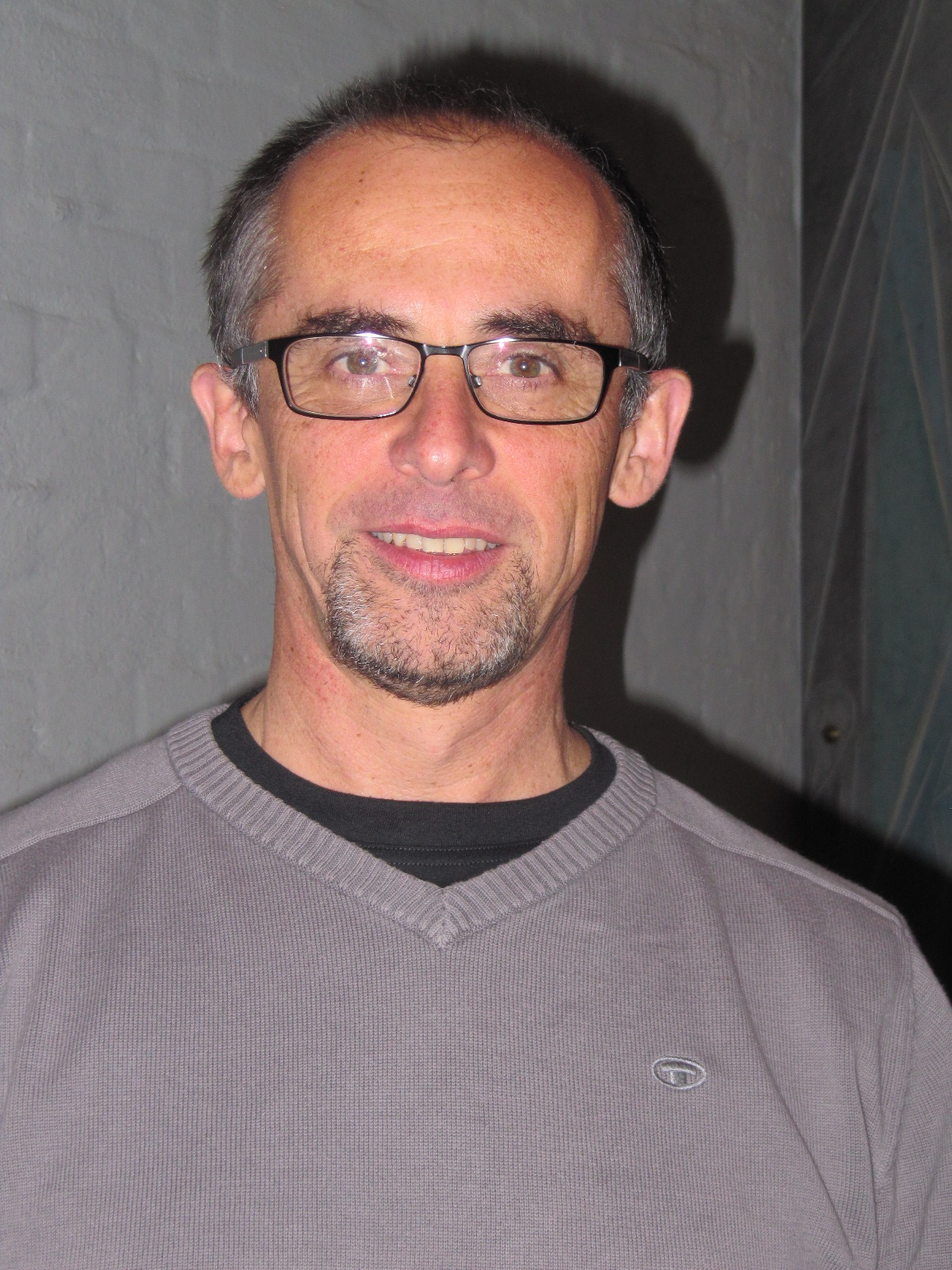
Dieter Wendel (2019)

Dieter Wendel (* 30. Dezember 1965 in Bayreuth) ist ein deutscher Kirchenmusikdirektor, Komponist und Leitender Landesposaunenwart in Bayern.
Nach dem Musikstudium in Würzburg begann er 1993 seine Tätigkeit als hauptamtlicher musikalischer Mitarbeiter im Verband evangelischer Posaunenchöre in Bayern.
Er schreibt überwiegend für Blechbläser. Seine Kompositionen und Bearbeitungen für Posaunenchöre finden deutschlandweite Verbreitung, so wurde  unter anderem der Deutsche Evangelische Posaunentag 2008 in Leipzig mit einer Komposition von Wendel eröffnet. Arrangement- und Kompositions-Aufträge erhielt er u. a. von German Brass, Blechschaden, Culma Brass sowie von mehreren Verlagen und Posaunenwerken.